# 国谷亨
国谷 亨（國谷 亨、くにたに とおる、1860年6月8日〈慶応3年8月18日〉 - 1932年〈昭和7年〉9月1日）は、日本の政治家、鳥取県多額納税者。衆議院議員（当選1回）。旧姓・船田。幼名・今吉。

## 経歴
伯耆国汗入郡御来屋村（のち鳥取県西伯郡名和町御来屋、現・大山町御来屋）出身。船田専蔵の三男。8歳の時に生母の実家富長村国谷家の養子となった。
神田共立学舎に入り英語、漢学、数学を修めた。1886年に東京専門学校に入学許可され、政治科と英語科を兼修した。1888年に養父国谷礼蔵が病気となったため故郷から帰郷して家務を見るよう督促があったのでやむなく学業半ばにして帰郷した。農業を営む。
庄内村会議員、西伯郡会議員となる。また、御来屋醤油醸造、桜鉱泉各取締役社長となった。
1904年の第9回衆議院議員総選挙において鳥取県郡部から無所属で立候補して当選した。猶興会に入り、1908年の第10回衆議院議員総選挙には不出馬。1932年9月1日に死去。

## 人物
住所は鳥取県西伯郡庄内村。

## 家族
国谷家
- 妻・さた（1874年 - ?、島根、倉敷善左衛門の三女）[2]
- 庶子[2]